# Campeonato Europeo Sub-16 de la UEFA 1992
El Campeonato Europeo Sub-16 de la UEFA 1992 se jugó en Chipre del 7 al 17 de mayo y contó con la participación de 16 selecciones infantiles de Europa procedentes de una fase eliminatoria.
Alemania venció en la final al campeón defensor España para conseguir su segundo título continental de la categoría y el primero desde la Reunificación de Alemania.

## Participantes
| - Chipre - Dinamarca - Finlandia - Francia | - Alemania - Hungría - Países Bajos - Irlanda del Norte | - Israel - Italia - Irlanda - Portugal | - Rumania - Escocia - España - Yugoslavia |

## Fase de grupos

### Grupo A
| País       | J | G | E | P | GF | GC | GD | Pts |
| ---------- | - | - | - | - | -- | -- | -- | --- |
| Italia     | 3 | 2 | 0 | 1 | 7  | 2  | +5 | 4   |
| Yugoslavia | 3 | 2 | 0 | 1 | 4  | 5  | -1 | 4   |
| Finlandia  | 3 | 1 | 0 | 2 | 2  | 4  | -2 | 2   |
| Dinamarca  | 3 | 1 | 0 | 2 | 2  | 4  | -2 | 2   |

| Equipo 1   | Resultado | Equipo 2   |
| ---------- | --------- | ---------- |
| Finlandia  | 0-1       | Dinamarca  |
| Yugoslavia | 0-4       | Italia     |
| Finlandia  | 0-2       | Yugoslavia |
| Dinamarca  | 0-2       | Italia     |
| Italia     | 1-2       | Finlandia  |
| Dinamarca  | 1-2       | Yugoslavia |

### Grupo B
| País         | J | G | E | P | GF | GC | GD | Pts |
| ------------ | - | - | - | - | -- | -- | -- | --- |
| España       | 3 | 2 | 1 | 0 | 6  | 2  | +4 | 5   |
| Países Bajos | 3 | 2 | 0 | 1 | 6  | 2  | +4 | 4   |
| Irlanda      | 3 | 0 | 2 | 1 | 1  | 3  | -2 | 2   |
| Rumania      | 3 | 0 | 1 | 2 | 1  | 7  | -6 | 1   |

| Equipo 1     | Resultado | Equipo 2     |
| ------------ | --------- | ------------ |
| Rumania      | 1-3       | España       |
| Irlanda      | 0-2       | Países Bajos |
| Rumania      | 0-0       | Irlanda      |
| España       | 2-0       | Países Bajos |
| Países Bajos | 4-0       | Rumania      |
| Irlanda      | 1-1       | España       |

### Grupo C
| País              | J | G | E | P | GF | GC | GD | Pts |
| ----------------- | - | - | - | - | -- | -- | -- | --- |
| Alemania          | 3 | 3 | 0 | 0 | 6  | 2  | +4 | 6   |
| Escocia           | 3 | 2 | 0 | 1 | 6  | 2  | +4 | 4   |
| Irlanda del Norte | 3 | 0 | 1 | 2 | 2  | 6  | -4 | 1   |
| Chipre            | 3 | 0 | 1 | 2 | 1  | 5  | -4 | 1   |

| Equipo 1          | Resultado | Equipo 2          |
| ----------------- | --------- | ----------------- |
| Alemania          | 3-0       | Irlanda del Norte |
| Escocia           | 3-0       | Chipre            |
| Alemania          | 1-0       | Escocia           |
| Irlanda del Norte | 0-0       | Chipre            |
| Chipre            | 1-2       | Alemania          |
| Irlanda del Norte | 1-3       | Escocia           |

### Grupo D
| País     | J | G | E | P | GF | GC | GD | Pts |
| -------- | - | - | - | - | -- | -- | -- | --- |
| Portugal | 3 | 2 | 1 | 0 | 4  | 2  | +2 | 5   |
| Hungría  | 3 | 1 | 1 | 1 | 4  | 4  | 0  | 3   |
| Israel   | 3 | 1 | 1 | 1 | 3  | 3  | 0  | 3   |
| Francia  | 3 | 0 | 1 | 2 | 1  | 3  | -2 | 1   |

| Equipo 1 | Resultado | Equipo 2 |
| -------- | --------- | -------- |
| Francia  | 1-2       | Portugal |
| Israel   | 3-2       | Hungría  |
| Francia  | 0-0       | Israel   |
| Portugal | 1-1       | Hungría  |
| Hungría  | 1-0       | Francia  |
| Israel   | 0-1       | Portugal |

## Fase final
|  | Semifinales          | Semifinales          |   |                     | Final               | Final |  |
|  |                      |                      |   |                     |                     |       |  |
|  |                      |                      |   |                     |                     |       |  |
|  | Limassol, 14 de mayo |                      |   |                     |                     |       |  |
|  | España               | 3                    |   |                     |                     |       |  |
|  | Portugal             | 1                    |   |                     |                     |       |  |
|  |                      |                      |   |                     |                     |       |  |
|  |                      |                      |   |                     | Larnaca, 17 de mayo |       |  |
|  |                      |                      |   |                     | España              | 1     |  |
|  |                      | Alemania             | 2 |                     |                     |       |  |
|  |                      |                      |   |                     |                     |       |  |
|  |                      |                      |   |                     |                     |       |  |
|  |                      |                      |   |                     | Tercer lugar        |       |  |
|  | Limassol, 14 de mayo | Limassol, 14 de mayo |   | Larnaca, 17 de mayo | Larnaca, 17 de mayo |       |  |
|  | Italia               | 0                    |   | Italia              | 1                   |       |  |
|  | Alemania (DP 5-6)    | 0                    |   |                     | Portugal            | 0     |  |

## Campeón
| Eurocopa Sub-16 1992 |
| -------------------- |
| Bandera de Alemania  |
| Alemania 2º Título   |